# امحماضة

تعديل مصدري - تعديل

امحماضة هي إحدى قرى عزلة جيشان بمديرية جيشان التابعة لمحافظة أبين، بلغ تعداد سكانها 218 نسمة حسب تعداد اليمن لعام 2004.